# Пост-Волинський
Пост-Воли́нський — місцевість поблизу залізничної станції Київ-Волинський, що до 1970-х років мала таку ж назву. Розташована між аеропортом «Київ», масивом Відрадний та місцевістю Новокараваєві дачі.

## Історія
Станція і невелике пристанційне поселення при ній виникли на початку XX століття у місці сходження залізниць на Волинь та Поділля. В ті часи це була територія Київської губернії. В наш час замість невеликого пристанційного поселення тут частково розташована промислова забудова, частково — багатоповерхові житлові будинки.
Поряд пролягають вулиці Волинська, Пост-Волинська та Постова.